# Ekmeleddin İhsanoğlu

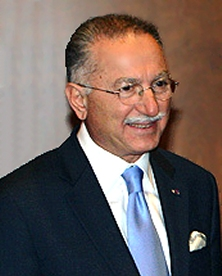
Ekmeleddin İhsanoğlu

Ekmeleddin İhsanoğlu (Caïro, 1943) is een Turks hoogleraar en diplomaat en de huidige secretaris-generaal van de Organisatie voor Islamitische Samenwerking. Hij is verder bekend als auteur en uitgever van boeken op het gebied van scheikunde, geschiedenis, kunst en cultuur, en als oprichter en lid van meerdere academische instellingen.
Ekmeleddin İhsanoğlu werd geboren in Cairo in 1943. Hij studeerde af aan de Faculteit der Kunsten en Wetenschappen Ayn Shams in Egypte. Hij voltooide zijn doctoraat aan de Universiteit van Ankara in de Faculteit der Kunsten en Wetenschappen in 1974. In 1984 werd hij hoogleraar.
İhsanoğlu werd in 2014 door zes Turkse oppositiepartijen voorgedragen als hun gezamenlijke kandidaat voor het presidentschap van Turkije.
İhsanoğlu is getrouwd en heeft drie kinderen.